# José Carlos Guimarães

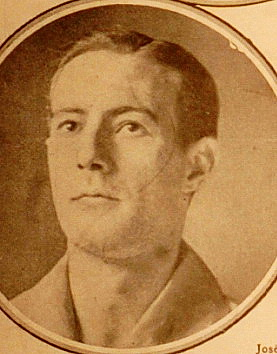
José Carlos Guimarães

José Carlos Guimarães, conhecido como Zezé (Rio de Janeiro, 24 de março de 1899 - Rio de Janeiro, 24 de janeiro de 1969), foi um futebolista brasileiro.

## Carreira
Iniciou no futebol jogando no Fluminense Football Club aos 16 anos de idade como "forward" (antiga denominação do atacante). Em 1917, levantou a primeira taça, quando foi campeão carioca. Pelo tricolor foi campeão, além de 1917, de 1918, de 1919 e 1924. No clube das laranjeiras permaneceu até 1928, tendo participado de 173 jogos e marcou 102 gols. Ao lado de Arthur Friedenreich e Mário Andrade (ambos do Paulistano), foi artilheiro do Campeonato Brasileiro de Clubes Campeões de 1920, com 4 gols.
Também foi ponta ou meia-direita.

### Atletismo
Pelo Fluminense, também foi campeão no atletismo em 1919.

### Seleção Brasileira de Futebol
Pela Seleção Brasileira de Futebol, fez 16 partidas, marcando 7 gols, tendo jogado a Copa Roca de 1922, a Taça Brasil-Argentina 1923 e a Taça Rodrigues Alves de 1923. Nestes três torneios, foi campeão com a seleção.